# İslik, Karapınar
İslik là một thị trấn thuộc huyện Karapınar, tỉnh Konya, Thổ Nhĩ Kỳ. Dân số thời điểm năm 2011 là 1.512 người.